# Manuel Alves Guerra, 2.º Visconde de Santana
Para outras personalidade homónimas, veja Manuel Alves Guerra (desambiguação).
Manuel Alves Guerra, 2.º Visconde de Santana ComC (Horta, 1 de Novembro de 1834 — Bruxelas, 15 de Outubro de 1910), foi um diplomata e político de origem açoriana, que, para além de uma importante carreira diplomática em várias capitais europeias, foi deputado às Cortes pelo círculo da Horta. Foi fidalgo cavaleiro da Casa Real, comendador da Real Ordem Militar de Nosso Senhor Jesus Cristo e agraciado com diversas condecorações estrangeiras.[carece de fontes?]

## Infância e educação
Manuel Alves Guerra nasceu na Horta, a 1 de Novembro de 1834, filho de Francisca Pereira Ribeiro e de Rodrigo Alves Guerra, abastado negociante, administrador do real contrato dos tabacos e saboarias na ilha do Faial, vice-cônsul da Suécia e da Bélgica naquela cidade e irmão do Rodrigo Alves Guerra, 2.º Barão de Santana.[carece de fontes?]
Depois de realizar estudos preparatórios na Horta e em Coimbra, ingressou na Faculdade de Direito da Universidade de Coimbra, onde em 1856 se formou em Direito. Durante os seus tempos de estudante aderiu à Maçonaria.[carece de fontes?]

## Carreira
Colocado sob a protecção de seu tio, o 1.º Visconde de Santana, na altura o líder do Partido Histórico no Faial, aproveitou o facto daquele partido nesse ano ter conquistado pela primeira vez o poder e entrou na carreira política, sendo nomeado administrador do concelho de Sintra, onde, apesar de ter de enfrentar os efeitos de uma epidemia de febre amarela, se houve bem.[carece de fontes?]
Ingressou na carreira diplomática, sendo nomeado adido à Legação em Haia e depois em Bruxelas.[carece de fontes?]
Nas eleições de 22 de Abril de 1861 (13.ª legislatura constitucional) foi eleito deputado às Cortes pelo círculo uninominal da Horta, integrado nas listas do Partido Histórico. Prestou juramento a 17 de Junho de 1861, passando a integrar a Comissão Diplomática.[carece de fontes?]
Teve uma presença pouco assídua no Parlamento, mas deve-se à sua iniciativa a legislação que autorizou a construção da doca da Horta. Esta obra portuária, que se viria a revelar determinante para o futuro da cidade e da ilha, foi aprovada por Decreto de 20 de Junho de 1864.[carece de fontes?]
Foi transferido para a Legação em Turim, Itália, sendo depois promovido a secretário daquela representação. Em 1869 foi nomeado secretário da Legação em Viena, Áustria-Hungria, chefiando interinamente a representação.[carece de fontes?]
Em 1871 foi transferido para a Legação de Londres e em 1874 passou a legado plenipotenciário em Washington, acumulando com as funções de comissário régio para a Exposição Universal de Filadélfia.[carece de fontes?]

## Honras
Foi agraciado com um grau da Ordem da Coroa de Carvalho da Holanda.[carece de fontes?]
Em 1861 agraciado com um grau da Ordem de Leopoldo I da Bélgica.[carece de fontes?]
Foi feito Comendador da Real Ordem Militar de Nosso Senhor Jesus Cristo.[carece de fontes?]
Foi agraciado com o foro de fidalgo cavaleiro da Casa Real e por alvará de 23 de Junho de 1862, confirmado por carta de 16 de Junho de 1863, foi-lhe concedido um brasão de armas. O alvará de Dom Luís I e a carta de brasão de armas acham-se registadas no Cartório da Nobreza, livro 9 de registo de brasões, fls. 55 a 56 verso (microfilme rolo 165).[carece de fontes?]
Segundo o texto da supracitada carta de brasão de armas de nobreza e fidalguia, o escudo é partido, sendo a pala da direita cortada em faixa, tendo na parte superior as armas dos da Guerra das Astúrias e na inferior as armas dos Pereira, e a segunda pala esquartelada com as armas dos Ribeiro, com timbre de da Guerra das Astúrias.[carece de fontes?]
Por decreto de 10 de Fevereiro de 1870, do Rei Dom Luís I, o Dr. Manuel Alves Guerra sucedeu ao seu tio paterno homónimo como 2.º Visconde de Santana, título que passaria a seu filho.[carece de fontes?]

## Casamento e descendência
Casou em Bruxelas, a 19 de Setembro de 1861, com Marie Louise Bownder de Melsbroeck, ali nascida em 1840. Um filho deste casamento tornou-se o futuro 3.º Barão de Santana e 3.º Visconde de Santana.[carece de fontes?]

## Morte
Manuel Alves Guerra faleceu em Bruxelas, onde chefiava a Legação portuguesa, a 15 de Outubro de 1910.[carece de fontes?]

## Condecorações
- Medalha de Bronze da Ordem da Coroa de Carvalho;[carece de fontes?]
- Grau da Ordem de Leopoldo I da Bélgica;[carece de fontes?]
- Comendador da Real Ordem Militar de Nosso Senhor Jesus Cristo.[carece de fontes?]